# Lycoderes luteus
Lycoderes luteus är en insektsart som beskrevs av William D. Funkhouser 1940. Lycoderes luteus ingår i släktet Lycoderes och familjen hornstritar. Inga underarter finns listade i Catalogue of Life.